# Lemoyne
Lemoyne és una població dels Estats Units a l'estat de Pennsilvània. Segons el cens del 2000 tenia 3.995 habitants.

## Demografia
Segons el cens del 2000, Lemoyne tenia 3.995 habitants, 1.926 habitatges, i 999 famílies. La densitat de població era de 988,8 habitants/km².
Dels 1.926 habitatges en un 23,2% hi vivien nens de menys de 18 anys, en un 39,7% hi vivien parelles casades, en un 9,4% dones solteres, i en un 48,1% no eren unitats familiars. En el 40,7% dels habitatges hi vivien persones soles l'11,1% de les quals corresponia a persones de 65 anys o més que vivien soles. El nombre mitjà de persones vivint en cada habitatge era de 2,07 i el nombre mitjà de persones que vivien en cada família era de 2,84.
Per edats la població es repartia de la següent manera: un 20,6% tenia menys de 18 anys, un 8,1% entre 18 i 24, un 33,5% entre 25 i 44, un 23,1% de 45 a 60 i un 14,6% 65 anys o més.
L'edat mediana era de 37 anys. Per cada 100 dones de 18 o més anys hi havia 88,3 homes.
La renda mediana per habitatge era de 39.803 $ i la renda mediana per família de 47.438 $. Els homes tenien una renda mediana de 32.284 $ mentre que les dones 26.719 $. La renda per capita de la població era de 28.705 $. Entorn del 4,4% de les famílies i el 5,7% de la població estaven per davall del llindar de pobresa.

## Poblacions més properes
El següent diagrama mostra les poblacions més properes.